# Portada/article abril 30
L'edifici data dels segles xi i xii, encara que fou objecte d'importants reformes en el segle xviii, en què es construí el pòrtic sud i la torre que destaca en aquesta façana. Es conserva el sepulcre de Sant Ramon de Roda, qui fou bisbe de Roda-Barbastre, i l'urna funerària de Sant Valeri, bisbe de Saragossa.

## Catedral de Roda d'Isàvena
La Catedral de Sant Vicent màrtir de Roda d'Isàvena (Ribagorça) és una catedral romànica que fou seu del bisbat de Roda-Barbastre entre el 887 i el 1149, en què va ser traslladada al bisbat de Lleida. Roda és la localitat espanyola més petita amb una seu catedralícia, si bé deixà de ser seu episcopal l'any 1851 i actualment només és el centre parroquial obert al culte.
L'edifici data dels segles xi i xii, encara que fou objecte d'importants reformes en el segle xviii, en què es construí el pòrtic sud i la torre que destaca en aquesta façana. Es conserva el sepulcre de Sant Ramon de Roda, qui fou bisbe de Roda-Barbastre, i l'urna funerària de Sant Valeri, bisbe de Saragossa.
Fou declarada Monument Nacional el 1924. El seu valor històric i cultural l'ha fet esdevenir un punt d'atracció turística.